# Auferstehungskirche (Arnsberg)

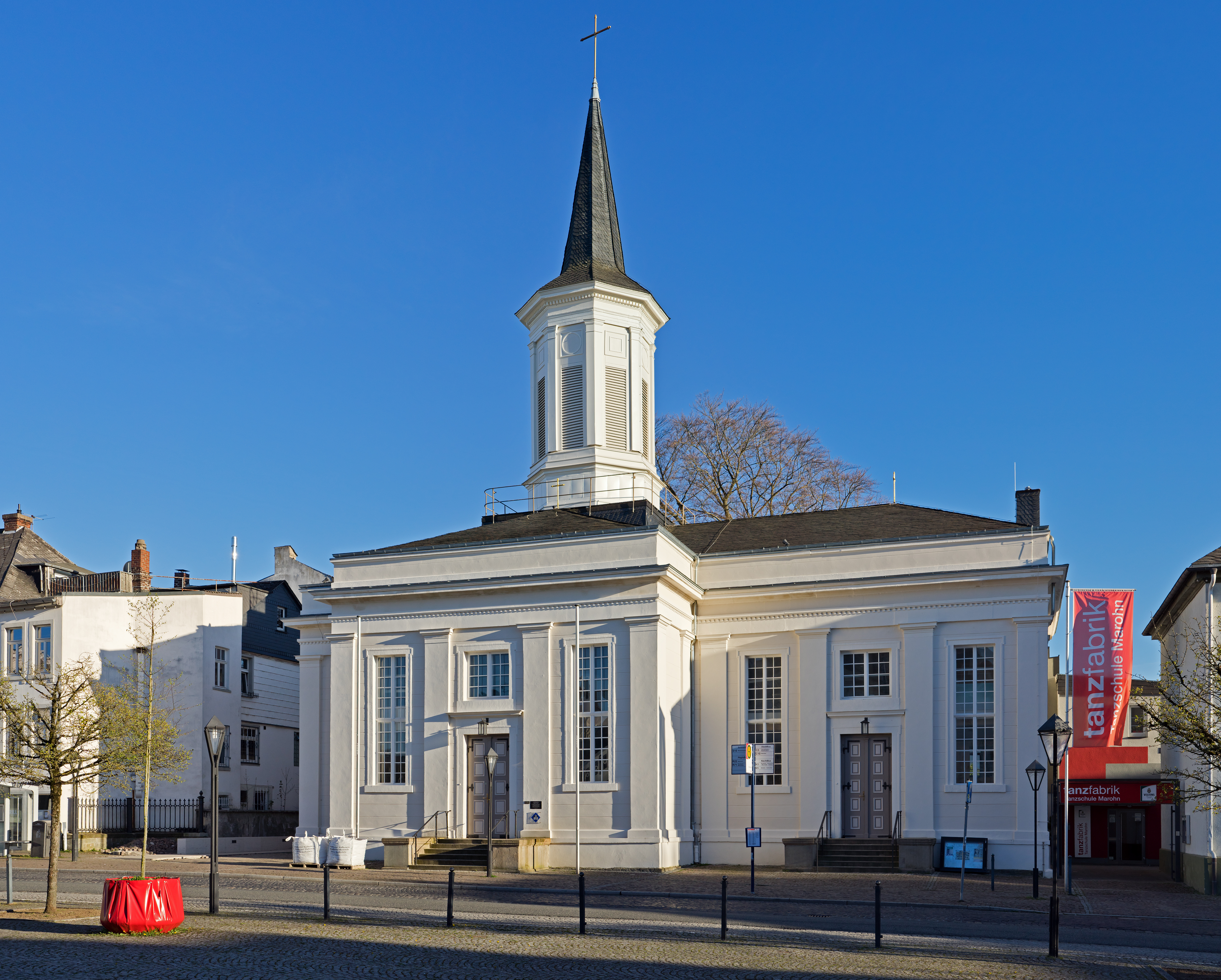
Auferstehungskirche in Arnsberg

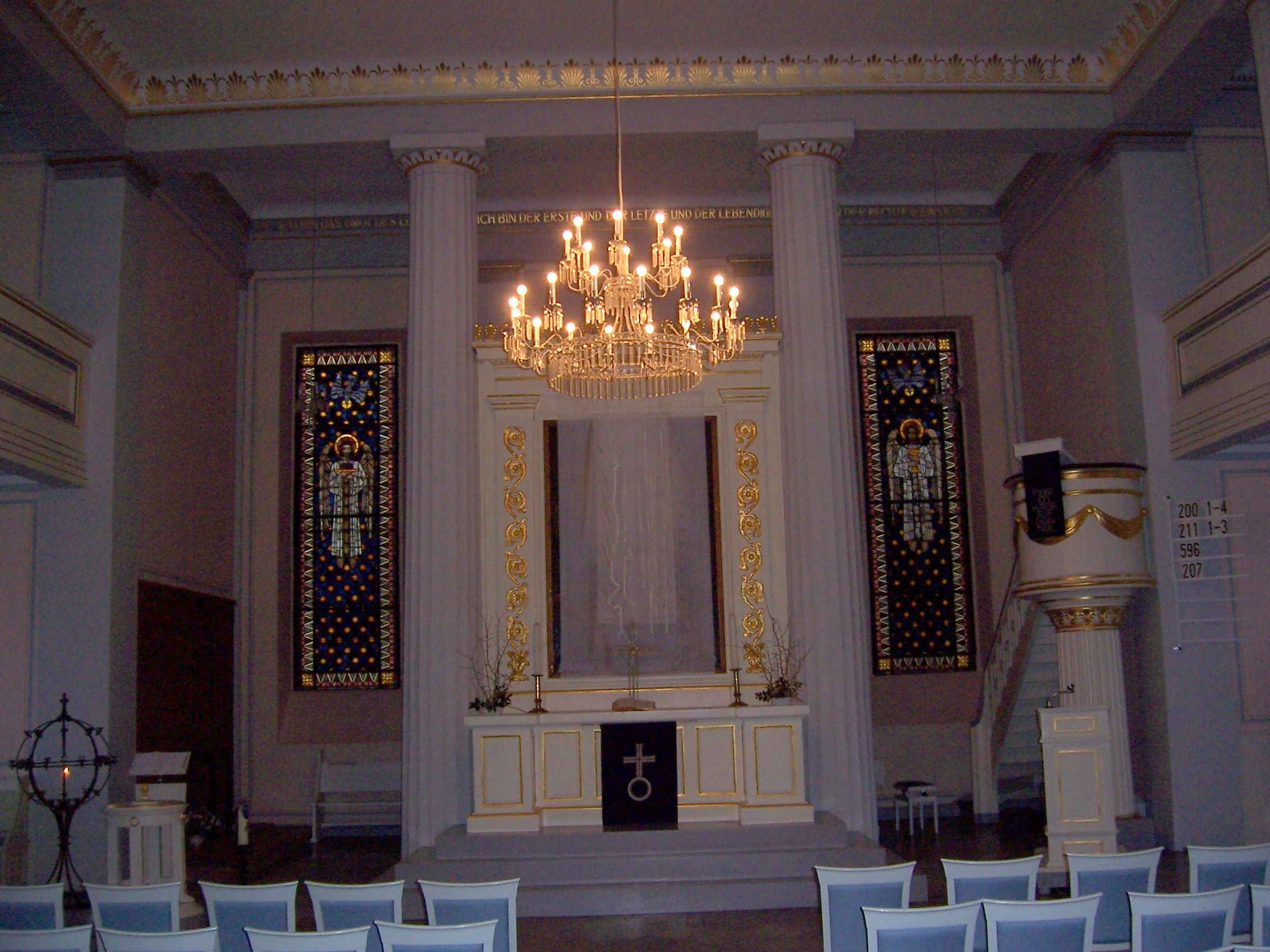
Innenansicht mit verhängtem Altarbild

Die Auferstehungskirche in Arnsberg, erbaut zwischen 1822 und 1824, war der erste evangelische Kirchenbau in der Stadt.
Als Folge der Gegenreformation im Herzogtum Westfalen gab es bis zum Ende des Heiligen Römischen Reiches keine protestantische Kirchengemeinde in Arnsberg. Dies änderte sich mit dem Übergang des Herzogtums an Hessen-Darmstadt im Jahr 1803. Dadurch kamen zahlreiche protestantische Beamte mit ihren Familien in die Stadt. Außerdem war die Stadt Standort einer Garnison hessischer Truppen. Zunächst nutzten Protestanten und Katholiken die St.-Georgs-Kapelle in der Arnsberger Altstadt wechselweise. Nach dem Übergang der Region an Preußen 1816 und der weiteren Zunahme des protestantischen Bevölkerungsteils wurde das Bedürfnis nach einem eigenen Gotteshaus dringender. Vorangetrieben wurde das Projekt insbesondere von Pfarrer Ferdinand Hasenclever.
Die Planungs- und Entscheidungsgeschichte war kompliziert. Pläne, die genutzte Kapelle ausschließlich für die evangelische Gemeinde umzubauen, scheiterten auch am Widerstand von Karl Friedrich Schinkel. Auch im Hinblick auf die Konzentration der neuen Bewohner im neuen „klassizistischen Viertel“ rund um den Neumarkt war ein neuer Kirchenbau sinnvoll. Da die Pläne einer neogotischen Kirche, wie sie Schinkel vorgeschlagen hatte, nicht in die Gesamtanlage des Platzes passten, entstand schließlich – auch gefördert von Friedrich Wilhelm III. – ein klassizistischer Zentralbau in Form eines gleichschenkligen griechischen Kreuzes. Über dem Mittelbau erhebt sich ein Turm mit einer umlaufenden Galerie.
Innerhalb des Baus wird ein Mittelraum von acht dorische Säulen umgrenzt. Im Ostteil der Kirche befindet sich der Altar und dahinter ein Altarbild des Malers Ernst Deger aus dem Jahr 1830 im Stil der Nazarenerschule mit dem auferstandenen Christus. Sowohl der Tauftisch an der Nordseite – einer antiken Opferschale nachempfunden – als auch die Kanzel sind dem klassizistischen Stil angepasst.  
Später wurde auf der Westseite eine Orgelempore hinzugefügt. Nachdem sich die Kirche durch das Wachstum der Gemeinde als zu klein erwiesen hatte, wurde der Bau 1890/91 nach Westen hin erweitert. In den 1950er Jahren wurde die Farbgestaltung im Innenraum nach klassizistischen Vorbildern neu ausgeführt. In den letzten Jahrzehnten erfuhr das Innere weitere Veränderungen. Ein Teil der Kirchenbänke wurde entfernt und durch Stühle ersetzt, um so eine multifunktionale Nutzung zu ermöglichen. Als Reaktion auf das Schrumpfen der Gemeinde wurde ein Teil des Anbaus von 1890 abgetrennt und dient heute der Gemeindearbeit.
Das Orgelwerk mit 24 Registern auf zwei Manualen und Pedal  wurde 1969 von der Firma Emil Hammer Orgelbau errichtet. Die Disposition orientiert sich am Stil von Arp Schnitger.
Im Turm hängen drei Bronzeglocken, die in der Tonfolge gis′ – h′ – dis″ erklingen und an tief gekröpften Jochen läuten. Zwei Glocken entstanden 1946 durch Albert Junker in Brilon.
Eine Szene des am 15. Mai 2015 im Ersten erstausgestrahlten ARD-Films Letzte Ausfahrt Sauerland von Nikolai Müllerschön ist in dieser Kirche gedreht worden.